# جوزپه فیورلو
جوزپه فیورلو (ایتالیایی: Giuseppe Fiorello؛ زادهٔ ۱۲ مارس ۱۹۶۹) بازیگر و مجری اهل ایتالیا است.
از فیلم‌هایی که وی در آن نقش داشته‌است، می‌توان به آقای ریپلی بااستعداد، باریا و کاپوت موندی اشاره کرد.